# Dom z piasku i mgły (film)
Dom z piasku i mgły – amerykański dramat obyczajowy z 2003 roku w reżyserii Vadima Perelmana, powstały na podstawie powieści Andre Dubusa III pod tym samym tytułem.

## Fabuła
Przejmująca historia trojga ludzi, których połączył pewien dom. Pułkownik Behrani, były członek służb specjalnych szacha Iranu (Ben Kingsley), który w obcym kraju próbuje przywrócić swojej rodzinie godny status, inwestuje resztki skromnych oszczędności w kupno domu. Dom okazuje się być własnością Kathy (Jennifer Connelly), wychodzącej z nałogu narkomanki i alkoholiczki, a trafił na aukcję w wyniku biurokratycznej pomyłki. W desperackiej walce o odzyskanie domu i powrót do normalnego życia Kathy pomaga zauroczony jej wrażliwością zastępca szeryfa. Skazana na tragiczną niemożność porozumienia trójka bohaterów pogrąża się w niszczącym konflikcie. Skutki konfliktu okazują się zaskakujące i wcale nie warte ceny domu, o który walczą.

## Obsada
- Ben Kingsley – pułkownik Behrani
- Shohreh Aghdashloo – Nadereh „Nadi” Behrani
- Ron Eldard – szeryf Lester Burdon
- Jennifer Connelly – Kathy Nicolo
- Navi Rawat – Soraya
- Frances Fisher – Connie Walsh
- Kim Dickens – Carol Burdon
- Max Jansen Weinstein – Nate
- Cooper Thornton – Gary
- Joyce Kurtz – matka Kathy
- Aki Aleong – Tran
- Al Rodrigo – Torez

## Nagrody i nominacje
Oscary za rok 2003
- Najlepsza muzyka – James Horner (nominacja)
- Najlepszy aktor – Ben Kingsley (nominacja)
- Najlepsza aktorka drugoplanowa – Shohreh Aghdashloo (nominacja)

Złote Globy 2003
- Najlepszy aktor dramatyczny – Ben Kingsley (nominacja)

Nagroda Satelita 2003
- Najlepszy montaż – Lisa Zeno Churgin (nominacja)
- Najlepsza aktorka dramatyczna – Jennifer Connelly (nominacja)